# 畸形碘泡虫
畸形碘泡虫（学名：Myxobolus anomaliformis）为碘泡科碘泡虫属的动物。在中国，分布于辽宁、湖南、湖北等，营寄生生活，寄生在鳃（棒花鱼、鳙）、膀胱、脾、肠（鳙）、脾（鲫）。